# Schimmelarij
De Schimmelarij is een buurtschap in de provincie Drenthe behorende tot de gemeente Coevorden. Het ligt op een hoogte van 11 meter NAP, tussen Den Hool en Dalerveen. Er gaat een smalle weg door de Schimmelarij, met een afsplitsing naar Veenoord. De Schimmelarij ligt aan het spoor van Emmen naar Zwolle. Het heeft echter geen station.
De Schimmelarij was oorspronkelijk een huisnaam van het geslacht Schimmel, de nederzetting is ontstaan in het einde van de 19e eeuw. Het werd vanaf 1865 op diverse kaarten ook vermeld als Schimmelderij.